# Hiéroglyphe égyptien D36
Pour les articles homonymes, voir Bras.

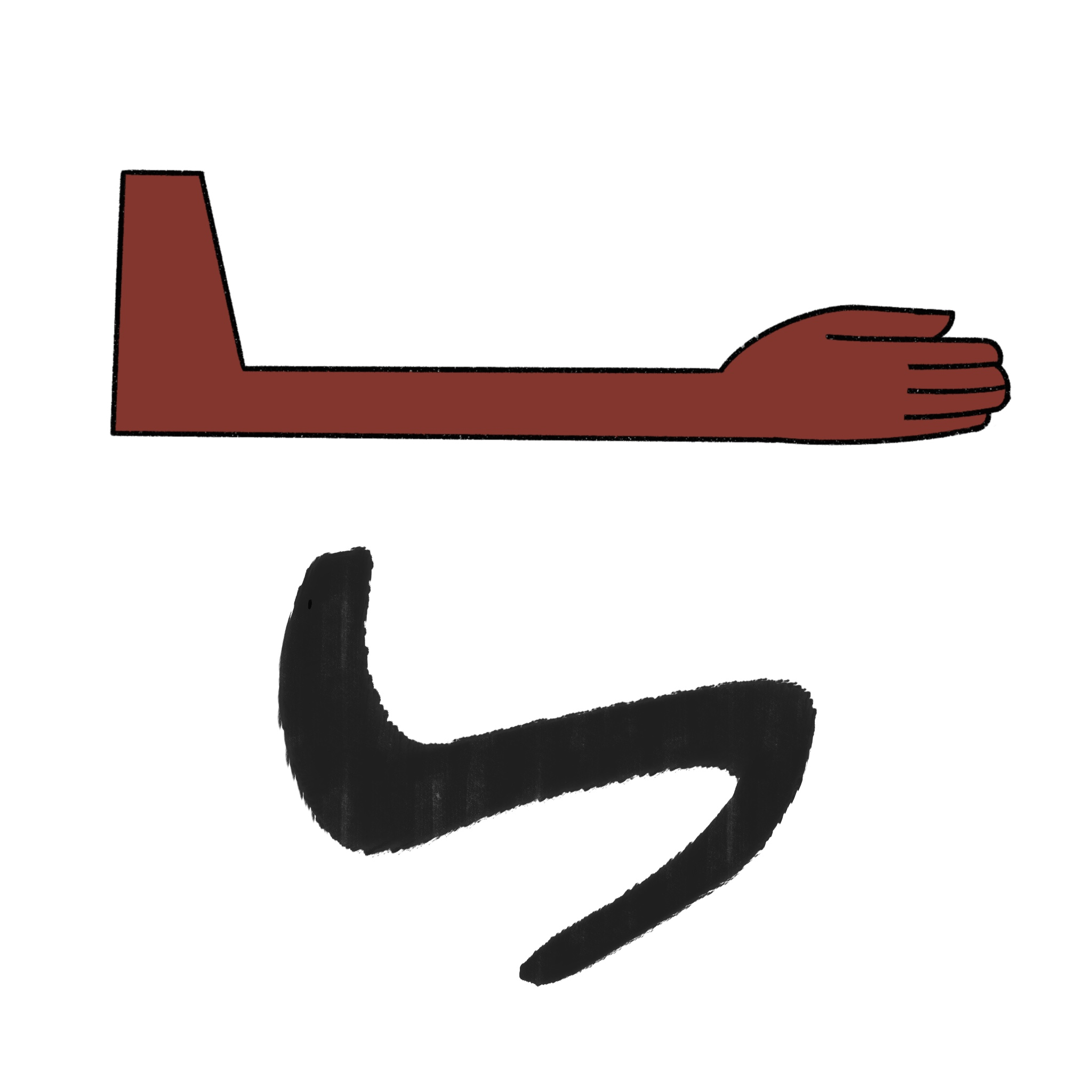
Version hiéroglyphique (haut) et hiératique (bas)

Le hiéroglyphe égyptien D36 (bras) est classifié dans la section D « Parties du corps humain » de la liste de Gardiner ; il y est noté D36.

## Représentation
Il représente un bras (majoritairement l'avant-bras) en équerre. Il est translittéré ˁ.

## Utilisation
| D36 · Z1 |

| D36 · Z1 |

article, pièce, piste, trace », d'où découle sa fonction en tant que phonogramme unilitère
de valeur ˁ.
Il est utilisé comme substitut dans l'écriture hiératique et moins souvent hiéroglyphique des hiéroglyphes :
| D37 |

| D37 |

| D38 |

| D38 |

| D39 |

| D39 |

| D40 |

| D40 |

| D41 |

| D41 |

| D42 |

| D42 |

| D43 |

| D43 |

| D44 |

| D44 |

D36 semble avoir très probablement inspiré l'alphabet protosinaïtique pour le caractère d'où dérive la lettre I de l'alphabet latin.

## Exemples de mots
| D36 · D36 | P1 |

| D36 · D36 | P1 |

| D36 · S25 |

| D36 · S25 |

| D36 | D58 | F16 | Y1 · Z2 |

| D36 | D58 | F16 | Y1 · Z2 |